# Žarko Korać (calciatore)
Žarko Korać (in serbo Жapкo Kopaћ?; Golubovci, 11 giugno 1987) è un calciatore montenegrino, attaccante dello Jedinstvo Bijelo Polje.

## Palmarès

### Club

#### Competizioni nazionali
- Campionato montenegrino: 1

Zeta: 2006-2007

### Individuale
- Capocannoniere del campionato montenegrino: 1

2023-2024 (16 reti)